# سوپرمن (زمین-یک)
سوپرمن از زمین-یک (به انگلیسی: Superman (Earth-One)) تجسمی از شخصیت ابرقهرمان سوپرمن است که در طول انتشارات عصر نقره و عصر برنز دی‌سی کامیکس وجود داشته است. او همچنین تحت نام‌های سوپرمن عصر نقره و سوپرمن قبل از بحران شناخته می‌شود.
درسری کامیک های جدید(ساعت رستاخیز و اوریجین مخفی) ۲ بار به سوپرمن عصرنقره اشاره شده وحتی اورا درکامیک های جدید نشان دادند ودیسی این سوپرمن راقبول دارد.

## تاریخچه و داستان
کال ال در سیاره کریپتون به عنوان پسر جور ال و لارا لور وان به دنیا آمد، جور ال و لارا با کشف اینکه کریپتون در شرف انفجار بود، یک کشتی ساختند تا پسرشان را نجات دهند، در آخرین لحظات خود، کال ال را به سیاره زمین فرستادند جایی که خورشید زرد به کال ال قدرت های خارق العاده ای می داد.
فرود تصادفی در کانزاس، کال ال توسط جاناتان و مارتا کنت کشف شد که به سختی توانستند از محل فرار کنند قبل از رسیدن ارتش و نگهبانی کشتی کال ال. در راه خانه، کال ال با دستان خود یک میله فلزی را خم کرد و کنت ها متوجه شدند که کال ال خاص است. خانواده کنت تصمیم گرفتند پسر را به فرزندی قبول کنند و نام او را کلارک بگذارند.

### سالهای کودکی و نوجوانی
کلارک به سرعت توانایی هایی فراتر از توانایی های انسان را توسعه داد با این حال، کلارک همیشه نسبت به جایگاه خود در دنیا احساس ناامنی می کرد، اغلب به این فکر می کرد که او کیست یا چیست که با قلدری همکلاسی هایش ترکیب می شود  هنگامی که او هفت ساله بود، جاناتان و مارتا به کلارک فاش کردند که او با یک سفینه فضایی به زمین آمد و به او گفت که یک بیگانه است، جاناتان یک تکه فلز از کشتی خود به کلارک داد.
اگرچه کلارک گیج شده بود، جاناتان و مارتا مدام به او می گفتند که هر اتفاقی بیفتد، او می تواند تصمیم بگیرد که با زندگی خود چه کند و آنها همیشه به او افتخار خواهند کرد، در صورتی که کلارک بخواهد هدایای خود را به جهانیان فاش کند، مادرش از پتوهای غیرقابل تخریبی که در داخل کشتی خود قنداق کرده بود، لباس مخصوصی برای او درست کرد. 
وقتی کلارک پرسید که چرا لباس ماسک ندارد، مارتا پاسخ داد که مردم باید چهره او را ببینند تا بتوانند ببینند که او در مورد نیت خوب خود صادق است و اینکه او این راه را دنبال می کند، این در زندگی روزمره است، هویتی که او باید پنهان کند که واقعاً چه کسی است. 
هنگامی که او در مورد نماد "S" در جلو می پرسد، والدینش اذعان می کنند که هر یک ایده متفاوتی در مورد معنای آن داشتند: مارتا تصور می کرد که این نماد "پسر" است، زیرا کلارک پسر زمین و جهان است. از تولد او، در حالی که جاناتان، پس از صحبت با پسر عموی خود در تبلیغات و اعتقاد به کلارک، به یک راه ساده و مؤثر برای برقراری ارتباط با کیست و چیست - از آنجایی که او متفاوت و بزرگتر است - معتقد است که باید به معنای "سوپرمن" باشد. .
در مقطعی از سال های نوجوانی کلارک، جاناتان درگذشت، کلارک تصمیم گرفت در بزرگسالی شغل خوبی پیدا کند تا بتواند به مادرش پول بدهد، اگرچه مارتا به او گفت که باید در انتخاب کاری که می خواهد انجام دهد مراقب باشد، وقتی کلارک کالج جونیور اسمالویل را به پایان رساند، به متروپلیس نقل مکان کرد و کیفی همراه با کت و شلوار و تکه کشتی خود برد.

### ظهور سوپرمن
با رسیدن به متروپلیس، کلارک اتاقی در هتل متروپلیس اجاره می کند و برای یافتن شغل در شهر می چرخد، کلارک برای تیم فوتبال حرفه ای متروپلیس تلاش می کند، از آنجایی که او بسیار کوچکتر از سایر نیروهای استخدام شده است، با بدبینی شدید و برخی تمسخرها مواجه می شود. 
اما به محض اینکه کلارک نشان می دهد که چه کاری می تواند انجام دهد، مربی کنار خودش است تا کلارک را مجبور به امضای قرارداد کند، کلارک تجربیات مشابهی در یک شرکت تحقیقاتی علمی بزرگ، یک موسسه خدمات مالی و تلاش برای تیم بیسبال لیگ اصلی متروپلیس دارد. 
کلارک شبانه با مادرش تماس می گیرد و به او می گوید که می تواند در هر جایی کار کند و تقریباً هر چه می خواهد به دست بیاورد و به هر دوی آنها زندگی راحت بدهد او می‌گوید که واقعاً همه چیزهایی را که نیاز دارد دارد و تکرار می‌کند که آنچه او واقعاً می‌خواهد، و جاناتان نیز می‌خواست این است. 
که کلارک توانایی‌های خود را در معرض دید جهانیان قرار دهد و مأموریت خود را برای کمک به مردم قرار دهد، اگرچه تأکید می‌کند که این تصمیم کلارک است که ساختن کلارک به دیلی پلنت می رود و با پری وایت، لویس لین و جیمز اولسن ملاقات می کند، پری به کلارک می گوید که سیاره از دوران شکوه خود دور شده است. 
پری در حال حاضر هیچ افتتاحیه ای ندارد، اما انتظار دارد که به دلیل نرخ گردش مالی بالا، یکی از آنها به بازار بیاید، اما کلارک باید خودش را ثابت کند و دستمزد اولیه خیلی زیاد نخواهد بود، کلارک که ساختمان دیلی پلنت را ترک می کند، به فضا پرواز می کند تا به همه چیزهایی که اتفاق افتاده فکر کند و به قبر پدرش می رود، کلارک اعتراف می کند که به شدت خواهان فرصتی برای جا افتادن است، و می ترسد که زندگی رویاهای والدینش به عنوان قهرمانی برای بشریت ممکن است آن را به خطر بیندازد. 
او از خاطره پدرش عذرخواهی می‌کند و می‌گوید که برای زندگی عادی و شاد انتخاب شده است، بعداً، کلارک به متروپلیس باز می گردد و متوجه می شود که آپارتمان خود در آتش سوزی شده است. کلارک که جلوتر از آتش نشانان مسابقه می دهد، لباس و قطعه کشتی خود را نجات می دهد. 
وقتی کلارک احساس می‌کند که قطعه داغ شده است، شروع به فکر می‌کند که به دلایلی این قطعه باعث آتش‌سوزی شده است، این قطعه نوعی انرژی ساطع می کند و کلارک با دید میکروسکوپی خود آن را بررسی می کند و نمادهای کریپتونی را در اتم های قطعه کشف می کند. سپس، این قطعه یک انفجار انرژی در سر کلارک آزاد می کند و او را بیهوش می کند. 
کلارک در ذهن خود تصاویری از کریپتون و والدینش می بیند که او را در فضاپیما قرار می دهند و درست در زمانی که کریپتون منفجر می شود، می فرستند وقتی کلارک بیدار می شود، ناوگان بیگانگان را می بیند که به زمین حمله می کنند. 
فرمانده تهاجم، تایرل، توضیح می دهد که او آماده است تا میلیون ها نفر را از زمین بکشد تا یک فرد خاص را پیدا کند. او می خواهد که هدفش باید خود را آشکار کند و تسلیم شود، در غیر این صورت شاهد قتل عام خواهد بود. کلارک که با سرعت فوق العاده نامرئی حرکت می کند، چندین کشتی حمله را بیرون می کشد. سپس، کلارک متوجه می شود که نمی تواند پنهان بماند و باید وارد نبرد شود. 
سپس لباس خود را می پوشد و نامی را که پدرش برایش ساخته بود می پذیرد: سوپرمن. سوپرمن با نشان دادن خود به جهان، با تایرل مبارزه می کند. همانطور که سوپرمن و تایرل با هم درگیر می شوند، تایرل به او می گوید که او یک دورهونی است، یکی از اعضای یک نژاد بیگانه در جنگ با کریپتون ها، هر دو گونه دشمن بودند و سال ها با یکدیگر جنگیدند و از توسعه کامل توانایی سفر به فضای هر دو نژاد جلوگیری کردند. سرانجام فردی مرموز به ورون آمد و به ورونیان فرصتی داد تا کریپتون را شکست دهند. 
با کاشت مته های ویژه در هسته کریپتون، دیرونی ها مسئول نابودی کریپتون بودند، نه یک حادثه. او آمد تا سوپرمن، آخرین کریپتونین را بکشد، و او آماده است تا زمین را نابود کند بنابراین، سپس با یک پرتو نور خورشید با جاذبه بالا به سوپرمن برخورد کرد ، جیمی سعی می کند به او کمک کند، اما جاذبه برای او بسیار زیاد است که نمی تواند تحمل کند. 
سپس، لوئیس و جیمی یک کامیون سنگین سیمان را به داخل و خارج از پرتو گرانش می‌رانند و سوپرمن را به مکان امن می‌کشانند. سوپرمن بلافاصله بهبود می یابد و دوباره با تایرل درگیر می شود. در آن لحظه، کشتی سوپرمن، پس از فرار از بازداشت نظامی، سوپرمن را پیدا می کند، که آن را به کشتی فرماندهی تایرل هدایت می کند. 
سوپرمن با ورود به کشتی تایرل به شدت به راکتور همجوشی کشتی آسیب می رساند. نور خورشید قرمز کشتی، قدرت سوپرمن و تایرل را از بین می‌برد و سوپرمن در نبرد تایرل را شکست می‌دهد، یکی از مشت‌های او باعث می‌شود تایرل روی ماشین‌آلاتی که در آن نزدیکی بود، به چوبه‌کشی شود. 
سپس، کلارک قبل از انفجار کشتی از کشتی فرار می کند و تایرل را رها می کند تا بمیرد. پس از آن سوپرمن تمام تمرین‌هایی را که تایرل در اطراف زمین قرار داده بود برای از بین بردن هسته سیاره از بین می‌برد، و عملاً به تهدید دیرونی پایان می‌دهد، و متوجه می‌شود که عمل کردن و استفاده عمومی از قدرت‌هایش چیزی است که به او رضایت واقعی می‌دهد، تصمیم می‌گیرد به عنوان یک «ابر قهرمان» به بازی ادامه دهد. 
پس از پایان نبرد، کلارک چند لباس و عینک می‌خرد تا لباس مبدلی بسازد که بتواند هویت خود را پنهان کند، به دیلی پلنت باز می‌گردد و مصاحبه‌ای را که درباره قهرمان جدید نوشته بود به پری ارائه می‌کند و می‌گوید که قهرمان "سوپرمن" نام دارد، پری که از داستان کلارک شگفت زده شده بود، به او شغلی به عنوان خبرنگار می دهد. 
سوپرمن به قطب شمال می رود و غاری می سازد که در آن می تواند با سفینه فضایی خود خلوت کند و معتقد است که این غار حساس است. او از کشتی می‌پرسد که هدفش را در زمین چیست و کشتی پاسخ می‌دهد که سوپرمن باید از قدرت خود با خرد استفاده کند و انتقام مرگ دنیای خود را بگیرد. سوپرمن با پذیرش مکان جدید خود به عنوان محافظ زمین، به متروپلیس باز می گردد و جیمی از او عکس می گیرد.

### حمله پاراسایت
مدتی پس از اولین پیروزی سوپرمن، کلارک کار خود را در دیلی پلنت ادامه داده است. کلارک همچنین به یک آپارتمان جدید نقل مکان می کند و با همسایه خود لیزا لاسال دوست می شود، هر دو با هم به تماشای یک فیلم می‌روند، اما کلارک وقتی از وقوع سونامی در جزیره بورادا مطلع می‌شود باید آنجا را ترک کند. 
سوپرمن با پوشیدن لباس خود، برای رسیدگی به وضعیت اضطراری پرواز می کند، سوپرمن با رسیدن به بورادا از سرعت خود برای از بین بردن سونامی و نجات غیرنظامیان استفاده می کند. با این حال، ژنرال سامسا، دیکتاتور کشور، سوپرمن را یک تهدید می داند و به او دستور می دهد که آنجا را ترک کند، در غیر این صورت او مردم خودش را خواهد کشت. سوپرمن که از ظلم سامسا وحشت زده می شود، موافقت می کند که برود. با بازگشت به محل کار، کلارک از رادیو می شنود که اوضاع در بورادا بدتر می شود و تاکنون دولت از هر نوع کمک بین المللی خودداری کرده است. کلارک ناامید، یک منگنه را خرد می کند. 
وقتی کلارک به خانه باز می گردد، متوجه می شود که لیزا یک شام ویژه در آپارتمان او ترتیب داده است، لیزا سپس یک لباس شب می پوشد و کلارک را در مورد رابطه جنسی مسخره می کند و او را عصبی می کند، همانطور که آنها شام خود را به اشتراک می گذارند، ساختمان برق را از دست می دهد. کلارک و لیزا متوجه می شوند که چند بلوک شهر نیز قدرت خود را از دست داده اند. سپس کلارک لیزا را برای تحقیق ترک می کند. 
سوپرمن به محل اورژانس می رود و موجودی بزرگ را پیدا می کند، یک انگل، که همه چیز را که در چشم است از بین می برد. با برخورد این دو، سوپرمن شروع به احساس ضعیف‌تر می‌کند و موجود برتری می‌یابد، با درک اینکه انگل انرژی او را جذب می کند، سوپرمن تصمیم می گیرد عقب نشینی کند و به قطب شمال می رود، جایی که کشتی او ساختار بزرگی را زیر یک کیسه یخ ساخته است. 
او از کشتی می پرسد که آیا راهی برای محافظت از خود در برابر دشمن جدیدش وجود دارد و کشتی تئوری می دهد که می تواند یک لباس جنگی حفاظتی برای سوپرمن بسازد اما زمان می برد. 
با این حال، انگل به حمله خود ادامه می دهد و دوستانش را در دیلی پلنت تهدید به کشتن می کند. کشتی به کلارک توصیه می کند که اگر با ضعیف شدن قدرت خود به تلاش ادامه دهد، سلول هایش آسیب دائمی خواهند دید و قدرت او برای همیشه از بین می رود، سوپرمن با نادیده گرفتن کشتی به متروپلیس باز می گردد و انگل را از دوستانش دور می کند و مبارزه را به خیابانی متروکه می برد. 
با این حال، انگل انرژی سوپرمن را جذب می کند و فرار می کند، کلارک که ضعیف شده کت و شلوارش را در می آورد و آن را درون دیوار یک ساختمان متروک پنهان می کند و به آپارتمان لیزا باز می گردد و از جراحاتش بیهوش می شود، لیزا تا زمانی که کلارک بیدار شود از او مراقبت می کند، لیزا از اینکه جراحاتش به این سرعت خوب شد شگفت زده می شود. 
سپس، کلارک و لیزا لحظاتی صمیمی دارند و یک بوسه را با هم به اشتراک می گذارند، تا زمانی که دید اشعه ایکس کلارک بازیابی شود. سپس کلارک لباس خود را پس می گیرد و به قطب شمال می رود، جایی که کشتی توضیح می دهد که خورشید زرد به آرامی بدن او را التیام می بخشد. 
این کشتی همچنین سوپرمن را با لباس جنگی که اکنون کامل شده است، می سازد سپس سوپرمن به مبارزه با انگل می رود که بار دیگر به متروپلیس حمله می کند، مبارزه شدید است و هر دو حریف یکدیگر را خسته می کنند. 
انگل لباس جنگی را زیر پا می گذارد و می خواهد قدرت های سوپرمن را جذب کند تا اینکه خواهرش ترزا از راه برسد. انگل که از مبارزه جدا می شود سعی می کند او را در آغوش بگیرد اما در نهایت با قدرت هایش او را می کشد. 
انگل غمگین، سوپرمن را مقصر مرگ او می داند و به حمله او ادامه می دهد، سوپرمن با تمام قدرتش انگل را به زمین می کوبد و در نهایت او را شکست می دهد، بعداً کلارک با مادرش تلفنی صحبت می کند و از تجربه اش با انگل و از دست دادن کوتاه قدرتش به او می گوید. 
او می گوید وقتی قدرت هایش را از دست داد، احساس کردبرای اولین بار آسیب پذیر بود، اما او همچنین احساس کرد که مردم چقدر می توانند شجاع باشند تا زندگی خود را بگذرانند، به این ترتیب او بیش از هر زمان دیگری شروع به تحسین انسان ها کرده است ناگهان کلارک می شنود که لیزا در خطر است و به آپارتمان او می رود و متوجه می شود که مردی به او حمله می کند. 
او با پوشیدن لباس سوپرمن، مهاجم او را به آلاسکا می برد و به او هشدار می دهد که دیگر به او نزدیک نشود. در آن شب، لیزا برای دیدن کلارک به آپارتمانش می رود و اعتراف می کند که به عنوان یک فاحشه کار می کرده است تا پول بیشتری به دست آورد و امرار معاش کند. 
او چیزی نگفت زیرا کلارک یکی از معدود افرادی است که با او مهربان بوده اند و نمی خواست او را از دست بدهد، کلارک ناراحت است اما همچنان می پذیرد که با او دوست بماند، سوپرمن به بورودا باز می گردد و شورش خشونت آمیزی را علیه ژنرال سامسا تحریک می کند و الهام بخش اصلاحات دموکراتیک است. 
کلارک سپس به آپارتمان خود باز می گردد و متوجه می شود که ادی مونرو، یکی از همسایگانش، بر اثر مصرف بیش از حد هروئین مرده است، در محل کار، کلارک مقاله ای در مورد ادی می نویسد تا آگاهی در مورد سوء مصرف مواد را افزایش دهد، کلارک همچنین از معلم قدیمی‌اش، جو آن ماسی، تماسی دریافت می‌کند که به او می‌گوید لوئیس لین از او در مورد سوابق و علایقش پرسیده است 
کلارک سپس متوجه می شود که لوئیس می خواهد حقیقت او را دریابد.

### حمله ژنرال زاد
یک هفته پس از مبارزه با انگل، کلارک رویای روشنی درباره پدر و مادرش در کریپتون می بیند. در همان زمان، او و لیزا بیشتر به هم نزدیک شده بودند و شروع به داشتن احساسات عاشقانه برای یکدیگر کردند. 
در سیاره روزانه، کلارک و جیمی در مورد اینکه لوئیس پشت سر کلارک تحقیق می کند صحبت می کنند. در همین حال، لوئیس یک سیگنال مضطرب روی پشت بام نصب کرده بود تا سوپرمن را احضار کند که به تماس او پاسخ می دهد. 
او به او هشدار می دهد که از عمویش، یکی از نمایندگان سازمان ملل، یاد گرفته است که سازمان ملل در حال توسعه گاوصندوق ضد سوپرمن است، او نگرانی های او را جدی نمی گیرد، زیرا هیچ نزاع با دولت ندارد، بعداً در سیاره روزانه، کلارک با لوئیس درباره تحقیقاتش درباره او روبرو می‌شود، لوئیس موافقت کرد که تحقیقات خود را کنار بگذارد، زیرا به کلارک اعتماد کرده بود. 
پس از بازگشت به خانه، کلارک تلاش می کند تا یک لحظه صمیمی دیگر با لیزا داشته باشد تا اینکه یک اورژانس می شنود و مجبور می شود آن را ترک کند. وضعیت اضطراری مورد بحث یک پل در حال فروریختن است. وقتی سوپرمن مداخله می‌کند، با چهره‌ای مرموز روبرو می‌شود که خود را به‌عنوان «زود ال» معرفی می‌کند و ادعا می‌کند عموی سوپرمن است. 
اگرچه سوپرمن از یافتن یک بازمانده کریپتونی خوشحال است، اما در مورد اینکه آیا می توان به زاد اعتماد کرد یا خیر، تردیدهایی دارد. زود می فهمد و برای کشف زمین می رود و به سوپرمن می گوید که بعداً او را پیدا خواهد کرد. در بازگشت به خانه، کلارک از مارتا مشاوره دریافت می کند که از کشتی خود در مورد زود بپرسد. مارتا همچنین به کلارک توصیه می کند که در مورد لیزا بازتر باشد. 
وقتی کلارک آپارتمانش را ترک می‌کند، صاحبخانه‌اش به او اطلاع می‌دهد که وقتی کلارک بیرون بود، لیزا برای مدت کوتاهی وارد آپارتمان او شد و کلارک را نگران کرد. پس از آن، سوپرمن، زاد را در بالای متروپلیس پیدا می کند، و زاد به سوپرمن پیشنهاد می کند که خانواده اش و تاریخچه کریپتون را مطلع کند. 
سوپرمن می پذیرد و هر دو کریپتونی متروپلیس را ترک می کنند. زاد سوپرمن را به فضاپیمای خود می برد که در یک صحرای دور افتاده فرود آمد، زمانی که زاد سایبان کشتی خود را باز می کند، سوپرمن در معرض سنگ های رادیواکتیو سبز عجیبی قرار می گیرد که او را به شدت ضعیف می کند. در آن لحظه، زود به طرز وحشیانه‌ای به سوپرمن حمله می‌کند و نشان می‌دهد که برای کشتن او به زمین آمده است. 
سنگ های سبز رنگ در واقع بقایای رادیواکتیو کریپتون هستند. زود آنها را جمع کرده بود تا از آنها به عنوان سلاحی علیه سوپرمن استفاده کند. اما آنها برای زود بی ضرر هستند زیرا او لباس خود را مجهز به اقدامات متقابل بود. 
با این حال، سوپرمن می‌تواند یک مجرای آب را در نزدیکی بشکند و از آب درون آن برای اتصال کوتاه لباس زود استفاده کند و او را در برابر صخره‌ها نیز آسیب‌پذیر کند. سوپرمن به سختی از زود فرار می کند و به یک پایگاه نظامی ایالات متحده می رسد. 
در آنجا، او از سربازان کمک می خواهد، اما افسر فرمانده نشان می دهد که زود دولت های جهان را متقاعد کرده است که سوپرمن را یک دشمن بین المللی اعلام کنند. بنابراین، هر نیروی نظامی و پلیسی روی زمین در کارزار زاد دخالت نخواهد کرد. 
سوپرمن به قطب شمال پرواز می کند و از کشتی خود درباره زاد می پرسد. کشتی نشان می دهد که زاد یک کودتای نظامی را برای تصرف کریپتون تحریک کرد اما شکست خورد و فرار کرد. سپس،زاد به سیاره Dheron سفر کرد و به Dhroians در جنگ خود علیه کریپتون کمک کرد و فناوری کریپتونی را برای آنها فراهم کرد. 
او یک شرط به آنها داد: هر کریپتونی را که در چشم بود از بین ببرند، و اگر نمی توانستند این کار را انجام دهند، خودش این کار را می کرد. این دلیلی بود که تایرل در وهله اول به زمین حمله کرد. و حالا، زود آمده بود تا کار را تمام کند. سوپرمن که از ظلم زود به وحشت افتاده تصمیم می گیرد بدون توجه به هزینه، زود را متوقف کند. 
کشتی به زودی می‌گوید که به ساختمان آپارتمان کلارک سفر می‌کند، جایی که او اطلاعات خانواده و دوستانش را نگه می‌دارد. سوپرمن به سختی می تواند او را رهگیری کند و آنها درگیر نبرد می شوند. 
زود طعنه می زنداو در مورد کشتن همه سوپرمن، عصبانی کردن او. در آن لحظه، او سیگنال پریشانی را در آسمان می بیند و برای ملاقات با لویس پرواز می کند، اما وقتی به ساختمان می رسد، لویس را نمی یابد. در عوض او با پزشکان لکس و الکساندرا لوتر، دو نفری از دانشمندان که یک سلاح قرمز نور خورشید ساخته بودند، برخورد می کند. 
اثرات این سلاح قدرت او را تخلیه می کند و سوپرمن را در رحمت زاد قرار می دهد. سوپرمن در حالی که منتظر بازگشت قدرت هایش است سعی می کند فرار کند. او از غیرنظامیان ترسیده یک تلفن همراه می خواهد و یکی از شهروندان از این کار پیروی می کند و به سوپرمن این فرصت را می دهد که احتمالاً برای آخرین بار با مارتا صحبت کند. 
زمانی که زاد می‌خواهد دوباره به او حمله کند، توسط یک کامیون سیمانی که توسط لیزا هدایت می‌شود، برخورد می‌کند، که به شدت مجروح می‌شود و از سوپرمن می‌خواهد که فرار کند. سوپرمن که متوجه می‌شود لیزا هویت مخفی خود را می‌داند، تصمیم می‌گیرد به مبارزه برود. 
سپس، زود توسط یک انفجار خورشیدی قرمز رنگ دیگر توسط لکس لوتور، که تصمیم گرفته بود به سوپرمن کمک کند، مورد اصابت قرار می گیرد. با شانس زوج، سوپرمن به زود حمله می کند و به لوتر زمان کافی می دهد تا دوباره به زد شلیک کند. 
اما درست زمانی که با شلیک اسلحه مورد اصابت قرار می گیرد، زود لکس را با میلگرد به چوب می زند و او را مجروح می کند. در آن لحظه، الکساندرا چندین بار با اسلحه به زود شلیک می کند و او را می کشد. 
هنگامی که لکس در آغوش الکساندرا می میرد، سوپرمن را مسئول مرگ شوهرش می داند و به او شلیک می کند. اما قدرت سوپرمن به طور کامل باز می گردد و گلوله ها هیچ تاثیری روی او ندارند. 
سوپرمن سلاح خورشیدی قرمز لوتور را برمی دارد و پرواز می کند و از الکساندرا به خاطر اتفاقی که افتاده عذرخواهی می کند، صبح روز بعد، کلارک به ملاقات لیزا در بیمارستان می رود، جایی که آنها عشق خود را به یکدیگر ابراز می کنند و در نهایت وارد یک رابطه می شوند. 
برای اطمینان از اینکه لیزا بهترین مراقبت را دریافت می کند، کلارک با الماس خالص به بیمارستان پول می دهد، بعدها، سوپرمن سازمان ملل را به خاطر همسویی خود با زود سرزنش می کند، اگرچه سوپرمن بی اعتمادی آنها را به او درک می کند، اما سوپرمن می گوید که ممکن است کسی که قدرت و اخلاق کافی برای کشتن او ندارد، با او متوقف نشود، بنابراین شاید برای دنیا بهتر باشد که سوپرمن در اطراف باشد. 
مهم نیست چه اتفاقی می افتد، سوپرمن هرگز از ماموریت خود برای محافظت از زمین دور نمی شود. سوپرمن پس از پایان سخنرانی خود از لوئیس می خواهد که وجدان سیاسی او باشد و او موافقت می کند، پس از خروج لیزا از بیمارستان، کلارک در نهایت او را به مارتا معرفی می کند و مارتا را به خاطر اتفاقی که برای زود رخ داده است، دلداری می دهد. 
همچنین کشتی یک لباس محافظ جدید برای سوپرمن ساخته بود که از آن برای استخراج مواد رادیواکتیو موجود در کشتی زود استفاده می کند، اما هنگامی که او کشتی زود را باز می کند، سوپرمن متوجه می شود که سنگ های رادیواکتیو ناپدید شده اند، خیلی بعد، کلارک و لیزا در حال تماشای تلویزیون هستند تا اینکه او متوجه سیگنال پریشانی شد و لیزا او را تشویق کرد که برود و زندگی دوگانه اش را بپذیرد،
سوپرمن با انگیزه درک لیزا، وارد عمل می شود.

### تولد دوباره دی سی
کلارک در میان بسیاری از سوپرمن های چندجهانی بود که توسط Prophecy ربوده شدند تا قدرت های آنها را بدزدند، اما آنها توسط Justice Incarnate آزاد شدند .

## توانایی‌ها و قدرت‌ها
این سوپرمن نیز همانند نسخه اصلی بسیار قدرتمند است و از کارهای خارق‌العاده وی می‌توان به عطسه‌ای ساده که منظومه شمسی را کاملاً نابود کرد، جابه‌جایی منظومه‌های بسیار بزرگ از کهکشان‌ها وجابه جایی کهکشان هابه جهان های دیگر، توانایی خلق و از بین بردن (همانند خلق ستاره) اشاره کرد، او حتی در برابر مادهٔ کریپتونایت هم مقاوم است، و می‌تواند در زمان سفر کند، قدرت ۱۰۰ کهکشان روی او تاثیری ندارد، میتواند باسرعتی پرواز کند که پیوندهای بینهایت فضارا نابود کند، توانسته یک قادرمطلق به نام مالدور ارباب تاریک رو شکست بده، جادو های سطح مولتیورسال به بالا روشکست داده حتی اشاره شده که سیاره ها برای او حکم توپ کوچک برای بازی رو دارند و... اشاره کرد.

## جستار های وابسته
- سوپرمن (زمین-دو)
- کازمیک آرمور سوپرمن